# Ishuzoku Reviewers
Ishuzoku Reviewers (異種族レビュアーズ, Ishuzoku Rebyuāzu) é um mangá de comédia erótica de fantasia escrito por Amahara e ilustrado por masha. Foi serializado no sítio eletrônico de mangá da Nico Nico Seiga, Dragon Dragon Age desde agosto de 2016 e compilado em onze volumes tankōbon publicados pela Kadokawa. A série é licenciada em inglês pela Yen Press. Um anime de 12 episódios produzido pela Passione foi ao ar de 11 de janeiro a 28 de março de 2020.

## Sinopse
Em um mundo onde existem muitas espécies humanoides diferentes e a prostituição é legal, existem vários bordéis para cada tipo de espécie com "garotas-súcubo", que têm sangue de súcubo passando por elas. Como cada espécie tem opiniões diferentes sobre como cada súcubo trabalha para eles, vários visitantes de bordéis se tornaram críticos (reviewers), avaliando suas experiências com várias súcubi e as colocando na taberna local. A série se concentra principalmente em um humano chamado Stunk, um elfo chamado Zel e um anjo chamado Crimvael.[carece de fontes?]

## Mídia

### Mangá
Ishuzoku Reviewers é uma série de mangás escrita por Amahara (天原) e ilustrada por masha. O primeiro capítulo foi lançado no dia 7 de julho de 2016 como um especial one-shot na revista shōnen Monthly Dragon Age, da Fujimi Shobo; o mangá começou a serialização mensal através do sítio eletrônico de quadrinhos afiliado da Nico Nico Seiga, Dragon Dragon Age [lower-alpha 6] em 19 de agosto. Amahara havia desenhado anteriormente uma série de quadrinhos semelhante, intitulada Ishufūzoku Kurosu Rebyū (異種風俗クロスレビュー) no Pixiv a partir de setembro de 2014. Em janeiro de 2020, o mangá foi compilado em onze volumes tankōbon publicados pela Kadokawa. Uma miscelânea, escrita por Amahara e ilustrado por vários artistas, intitulada Interspecies Reviewers Comic Anthology: Darkness (異種族レビュアーズコミックアンソロジー 〜ダークネス〜) foi lançada em 9 de janeiro de 2020. O mangá é licenciado na América do Norte pela Yen Press, que anunciou um lançamento em brochura em inglês na Sakura-Con em 31 de março de 2018.[carece de fontes?]

### Light novel
Uma adaptação em light novel intitulada Interspecies Reviewers: Ecstacy Days (異種族レビュアーズ　えくすたしー・でいず, Ekusutashi ̄Deizu) foi publicada pela Kadokawa em 7 de dezembro de 2018. Foi escrita por Tetsu Habara (葉原鉄) e ilustrada por W18. Uma sequência, Interspecies Reviewers: Marionette Crisis (異種族レビュアーズ　まりおねっと・くらいしす, Marionetto Kuraishisu) foi publicada em 9 de janeiro de 2020. As novels são licenciadas na América do Norte pela Yen Press; a primeira está prevista para lançamento em 18 de agosto de 2020.

### Anime
Em 28 de junho de 2019, Kadokawa anunciou que o mangá receberia uma adaptação para anime produzida pela Passione. A série de 12 episódios foi dirigida por Yuki Ogawa e escrita por Kazuyuki Fudeyasu, com design de personagens de Makoto Uno e música composta por Kotone Uchihigashi. Junji Majima, Yūsuke Kobayashi e Miyu Tomita (os dubladores de Stunk, Zel e Crimvael, respectivamente) cantaram a música-tema de abertura "Ikōze☆Paradise" (イこうぜ☆パラダイス) e o tema de encerramento "Hanabira Ondo" (ハナビラ音頭). A série estreou no AT-X em 11 de janeiro de 2020, com uma versão censurada posteriormente no Tokyo MX, BS11, KBS e SUN. Em fevereiro de 2020, a Tokyo MX cancelou sua transmissão devido a "mudanças nas circunstâncias dentro da [estação]", enquanto a SUN cancelou as exibições futuras da série a pedido da gerência da empresa de canais. Começou a ser exibido no GBS em 28 de fevereiro de 2020 e na BBC em 7 de março de 2020.
O anime foi licenciado na América do Norte pela Funimation, que transmitiu os três primeiros episódios censurados com legendas em inglês e depois lançou uma versão dublada do primeiro episódio. No entanto, a empresa removeu a série de sua plataforma de streaming on-line em 31 de janeiro, afirmando que "estava fora dos padrões [da Funimation]". Em 1 de fevereiro, a subsidiária francesa da empresa, Wakanim, anunciou que interromperia o lançamento em inglês, mas continuou oferecendo o anime com legendas em francês, alemão e russo. Em 2 de fevereiro, a subsidiária australiana AnimeLab anunciou que continuaria transmitindo a série na Austrália e na Nova Zelândia depois de "ajustar [seu] fornecimento de materiais". Em 6 de fevereiro, o Amazon Prime Video removeu o anime de seu serviço.

## Recepção
Em agosto de 2017, o mangá foi premiado com o "DLsite Award" pela revista de mangá da Media Factory, Da Vinci, e pelo serviço de streaming Niconico.